# Trias moyen
Stratigraphie
Trias inférieur Trias supérieur
Le Trias moyen est une des trois époques géologiques du Trias dans l'échelle des temps géologiques. Cette époque est elle-même divisée entre le Ladinien (242,0 ± 2,0 – 237,0 ± 2,0 Ma et l'Anisien (247,2 ± 1,5 – 242,0 ± 2,0 Ma).
Le Trias moyen alpin, et plus précisément l'Anisien, était parfois désigné comme le Virglorien dans les vieux textes. Le nom fait référence au col de Vigloria en Autriche.
Le Muschelkalk (« calcaire coquiller » en allemand) a longtemps été utilisé comme synonyme de Trias Moyen en Europe centrale. Les avancées en stratigraphie ont permis de mieux le définir et le terme désigne aujourd'hui une partie des strates du Trias moyen, datées d'environ -235 Ma à -245 Ma et situées entre l'horizon de Keuper et le grès bigarré du Trias inférieur.

## Lithostratigraphie
Il s'agit de terrains sédimentaires en limite lithostratigraphique avec le Keuper inférieur. On trouve du plus récent vers les plus anciens :
- Dolomie limite à Myophoria goldfussi
- Marnes bariolées
- Dolomie inférieure
- Couches à cératites
- Couches à entroques
- Dolomie à lingule
- Marnes bariolées
- Wellenkalk
- Grès coquillier

## Contexte

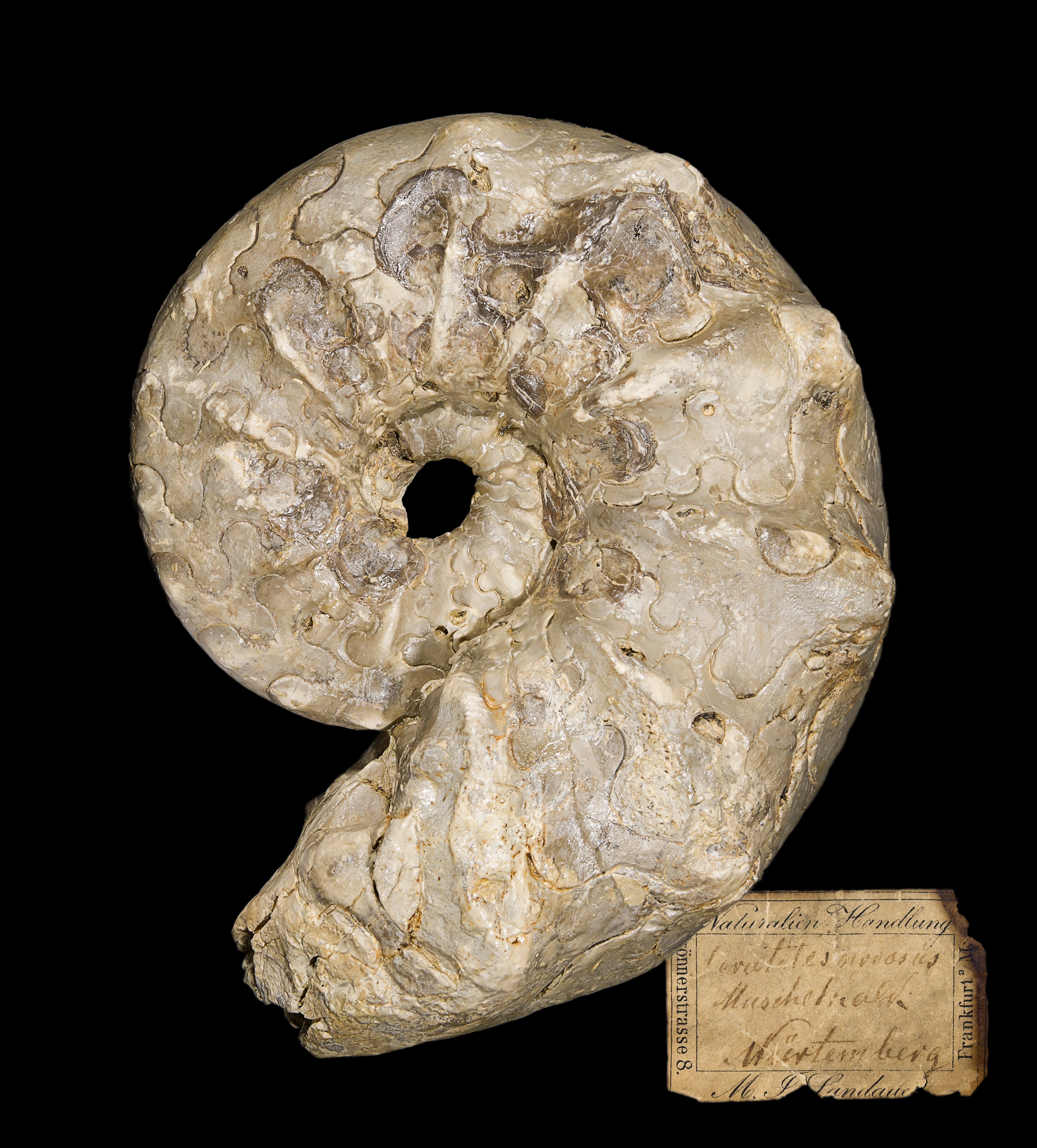
Ceratites nodosus - Muséum de Toulouse.

Dépôts sédimentaires calcaires dans une mer peu profonde de quelques dizaines de centimètres à un peu plus d'une centaine de mètres selon les périodes. La faune y est en général abondante.

## Fossiles
Ceratites nodosus, Cenoceras, Discoceratites, Coenothyris, Encrinus liliiformis, Lingula ...